# Jan Maria Piskorski
Jan M. Piskorski (* 1956 in Stettin) ist ein polnischer Historiker.

## Biografie
Er studierte von 1976 bis 1979 Geschichte, Archivwesen, Polonistik und Klassische Philologie in Posen. Nach der Promotion ging er 1988–1989 an die Universität Göttingen. 1991 habilitierte er sich in Posen bei Gerard Labuda mit einer Arbeit über die ländliche Kolonisation Pommerns im Spätmittelalter. Zwischen 1992 und 2005 leitete er den wissenschaftlichen Verlag PTPN in Posen. Neben zahlreichen mediävistischen Arbeiten befasst er sich auch mit Fragen der Wissenschaftsgeschichte und Geschichte Mittel- und Ostmitteleuropas im 19. und 20. Jh., sowie mit der Frage der Menschenrechte, besonders in Mitteleuropa. Er ist sehr aktiv auch auf dem Felde der Publizistik, vor allem in Polen und in deutschsprachigen Ländern. Im Herbst 2005 erschien in deutscher Sprache sein Buch zum Streit um das Projekt eines „Zentrums gegen Vertreibungen“. Im Frühjahr 2006 kritisierte er in einem offenen Brief den neuen polnischen stellvertretenden Ministerpräsidenten Andrzej Lepper, der die Wirtschaftspolitik Adolf Hitlers gelobt hatte.  In den Jahren 2000–2006 war er stellvertretender Vorsitzender der Gemeinsamen Deutsch-Polnischen Schulbuchkommission der UNESCO und in den Jahren 2006–2007 Vorsitzender der Menschenrechtsstiftung „Humanity in Action Poland“. Er war auch Gastprofessor an den Universitäten Mainz und Halle (Saale). Piskorski ist jetzt Professor für Vergleichende Geschichte Europas an der Universität Stettin.

## Werke (Auswahl)
- Miasta Księstwa Szczecińskiego do połowy XIV wieku (= Prace Komisji Historycznej. Band 40). Państwowe Wydawnictwo Naukowe, Warszawa 1987, ISBN 83-01-06942-2 (2. Auflage. Wydawnictwo Poznańskiego Towarzystwa Przyjaciół Nauk, Poznań u. a. 2005, ISBN 83-7063-453-2).
- Kolonizacja wiejska Pomorza Zachodniego w XIII i w początkach XIV wieku na tle procesów osadniczych w średniowiecznej Europie (= Prace Komisji Historycznej. Band 41). Wydawnictwo Poznańskiego Towarzystwa Przyjaciół Nauk, Poznań 1990, ISBN 83-7063-006-5 (2. unveränderte Auflage. (= Poznańskie Towarzystwo Przyjaciól Nauk. Wznowienia. Band 27). ebenda 2005, ISBN 83-7063-466-4).
- als Herausgeber mit Bogdan Wachowiak und Edward Włodarczyk: Stettin. Kurze Stadtgeschichte. Übersetzt von Eligiusz Janus und Andreas Warnecke. Wydawnictwo Poznańskiego Towarzystwa Przyjaciół Nauk, Poznań 1994, ISBN 83-7063-079-0 (2. unveränderte Auflage. ebenda 1998; in englischer Sprache als: A short History of Szczecin. ebenda 2002, ISBN 83-7063-332-3).
- als Herausgeber: Pommern im Wandel der Zeiten. Zamek Książąt Pomorskich, Szczecin 1999, ISBN 83-906184-8-6.
- als Herausgeber mit Jörg Hackmann und Rudolf Jaworski: „Deutsche Ostforschung“ und „polnische Westforschung“ im Spannungsfeld von Wissenschaft und Politik. Disziplinen im Vergleich (= Deutsche Ostforschung und polnische Westforschung. Band 1). Mit einem Nachwort von Michael Burleigh. fibre-Verlag u. a., Osnabrück u. a. 2002, ISBN 3-929759-58-6.
- Historiographical Approaches to Medieval Colonization of East Central Europe. A Comparative Analysis Against the Background of Other European Inter-ethnic Colonization Processes in the Middle Ages (= East European Monographs. Vol. 611). East Europe Monographs u. a., Boulder CO 2002, ISBN 0-88033-509-2.
- Pomorze plemienne. Historia – Archeologia – Językoznawstwo. SORUS u. a., Poznań u. a. 2002, ISBN 83-87133-80-9.
- Polacy i Niemcy. Czy przeszłość musi być przeszkodą? Wokół dyskusji o wysiedleniach i tzw. Centrum przeciw Wypędzeniom. Wydawnictwo Poznańskie, Poznań 2004, ISBN 83-7177-354-4 (In deutscher Sprache: Vertreibung und deutsch-polnische Geschichte. Eine Streitschrift (= Veröffentlichungen der Deutsch-Polnischen Gesellschaft Bundesverband. Band 8). Aus dem Polnischen von Andreas Warnecke. fibre-Verlag, Osnabrück 2005, ISBN 3-929759-96-9 (2. Auflage. ebenda 2007, ISBN 978-3-938400-33-3).
- Die Verjagten. Flucht und Vertreibung im Europa des 20. Jahrhunderts. Siedler, 2013, ISBN 978-3-8275-0025-0 (polnisch: Migracje przymusowe i uchodzcy w dwudziestowiecznej Europie WYGNANCY.).